# Oppidum Staré Hradisko

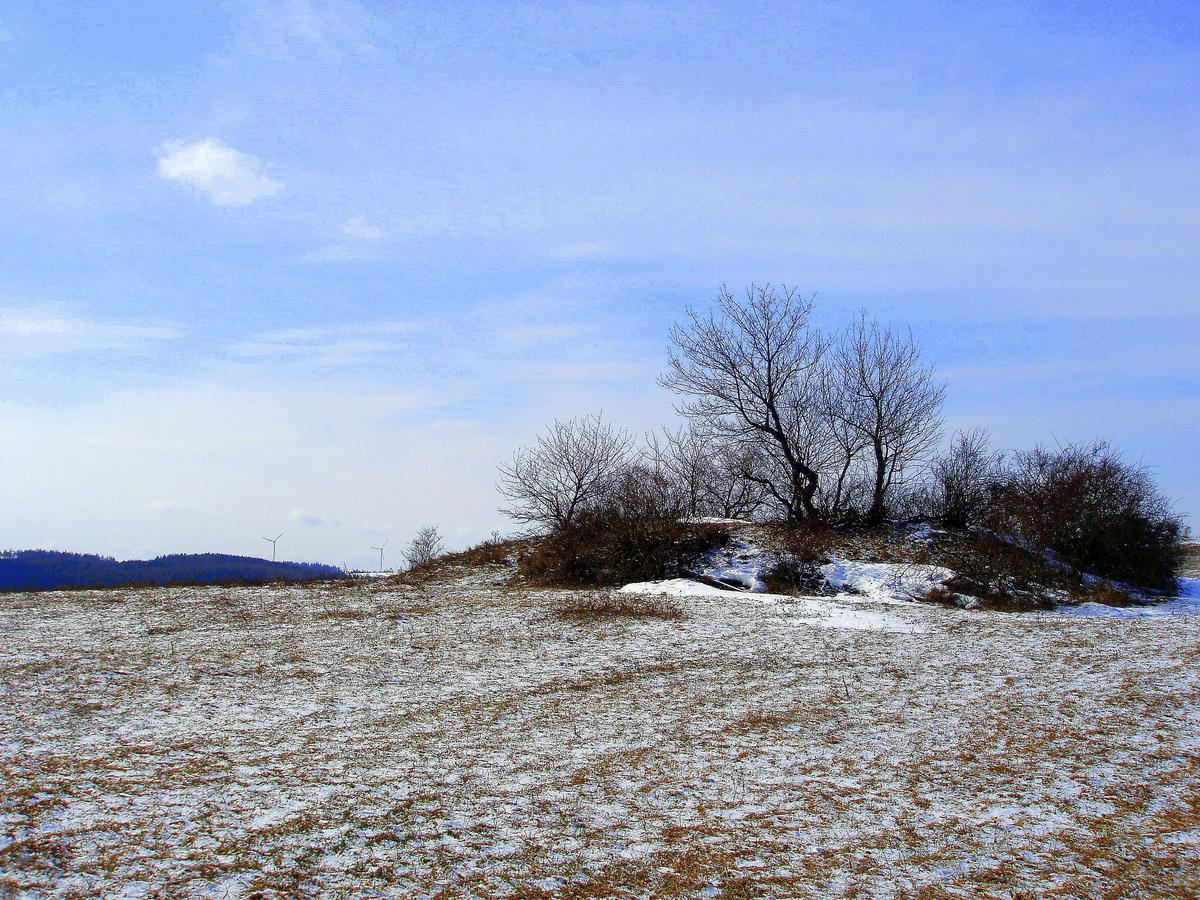
Widok oppida Staré Hradisko

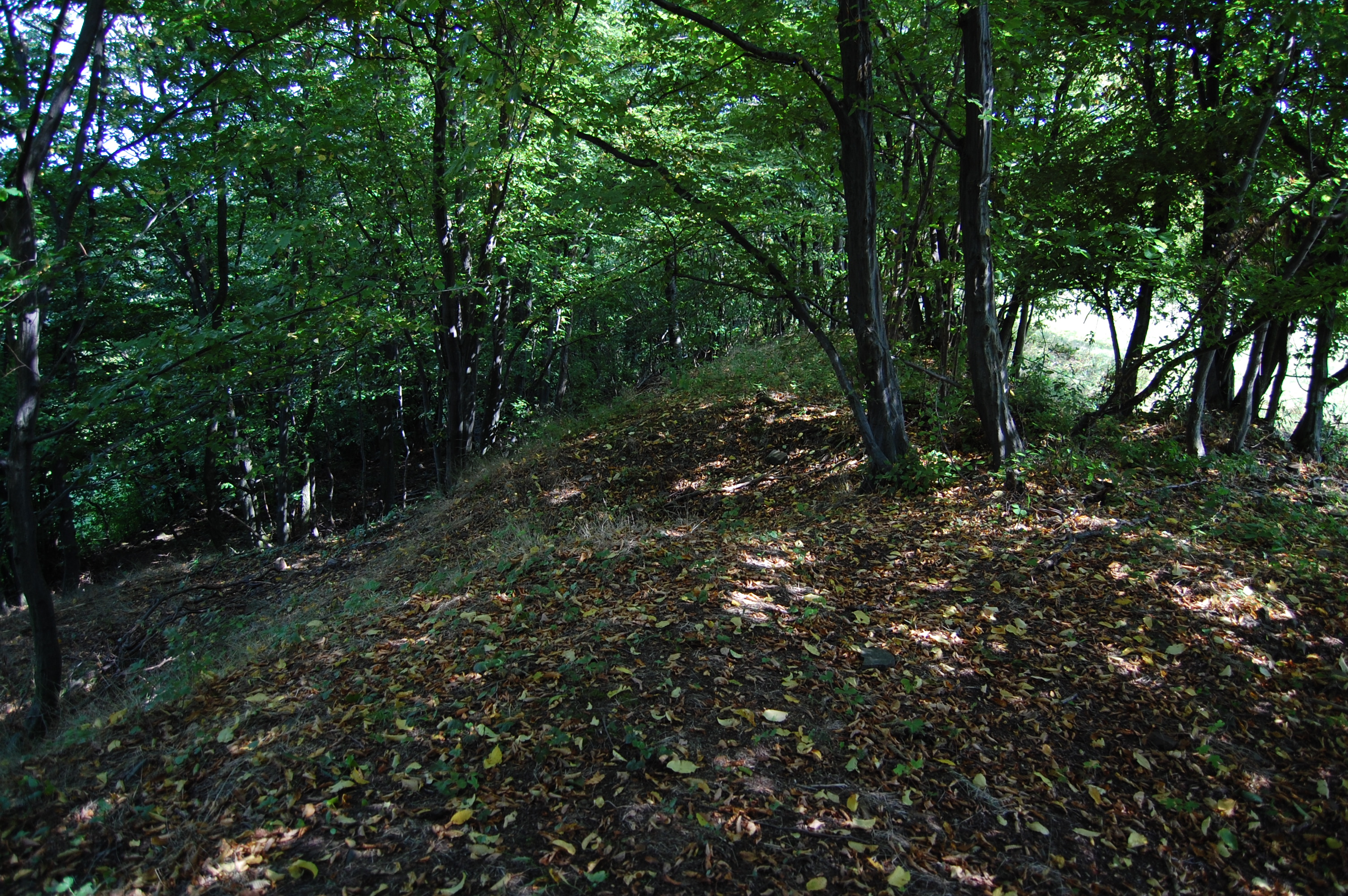
Wał

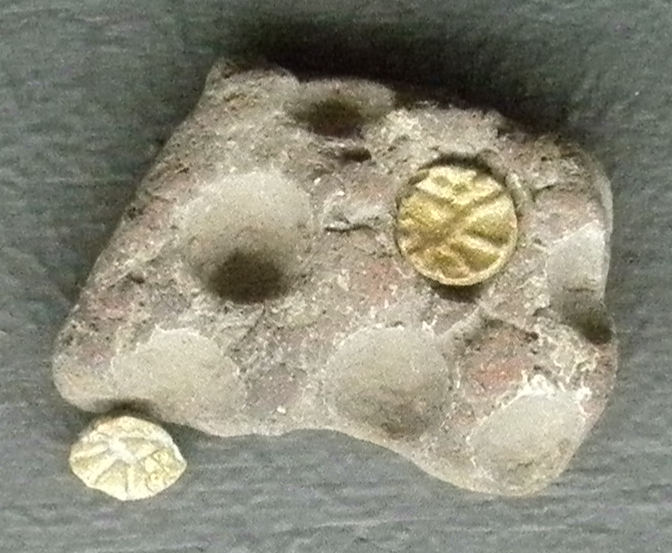
Dwie złote monety i gliniana forma do odlewu złotych monet ze Starégo Hradiska

Oppidum Staré Hradisko – celtyckie osiedle obronne na Morawach, w powiecie Prostějov, w kraju ołomunieckim.
Oppidum Staré Hradisko jest najbardziej znanym z oppidów na Morawach, znaczącym w skali środkowoeuropejskiej i przy okazji jednym z najwcześniej poznanych.

## Położenie
Oppidum Staré Hradisko znajduje się na Morawach, w kraju ołomunieckim, w powiecie Prostějov, jeden kilometr na wschód od wsi Malé Hradisko. Położone jest na wschodnim krańcu Wyżyny Drahańskiej, na wzniesieniu nad wsią Okluky, mniej więcej w połowie drogi pomiędzy Prostějovem a Boskovicami. Miejsce zostało wybrane z powodów komunikacji, znajdującym się w pobliżu złożom minerałów, a być może lasom pozwalającym na uzysk drewna do budowy
W starożytności przechodził tędy szlak bursztynowy.

## Historia
Już przed budową oppidum znajdowało się tu wyżynne grodzisko ze starszej epoki żelaza.

## Historia poznania
Miejsce to jest znane już od średniowiecza z powodu znalezisk bursztynu, który tu występuje w dużych ilościach. Pierwsza wzmianka o "górze Kadidlné" (cz. hoře Kadidlné) pochodzi z tzw. zemských desk olomouckého kraje, poprzedników ksiąg wieczystych z 1519 r. W kronice ołomunieckiego biskupa Jana Dubraviusa, pierwszego morawskiego humanisty, wydanej w 1552 r., jest wzmianka o znalezieniu bursztynu „in loco, cui Gradisco nomen“ (w miejscu, które nazywa się Hradisko). Na mapie Moraw Komenskiego z 1627 r., mającej być pierwotnie załącznikiem do dzieła De Antiquitatibus Morauiae ("O morawskich starożytnościach)," miejsce to oznaczone jest jako „Hradisco, ubi myrrha effoditur“ (grodzisko, gdzie znajdowany jest bursztyn).
Historyczne wzmianki świadczą o licznych znaleziskach bursztynu, ale z postępem czasu uwagę zaczęły przyciągać inne znaleziska – przede wszystkim monet i wyrobów z metalu, a później same pozostałości grodziska. Pierwsze, amatorskie poszukiwania przeprowadził František Lipka – farmaceuta z Boskovic przed pierwszą wojną światową, a po nim Karel Snětina – lekarz z Boskovic w 20. latach XX w. Te pierwsze próby zwróciły uwagę profesjonalnych archeologów. W latach 1934–1937 prace badawcze prowadziły wspólnie Państwowy Instytut Archeologiczny w Pradze (cz. Státní archeologický ústav) pod przewodnictwem Jaroslava Böhma oraz Muzeum Morawskie (cz. Moravské zemské muzeum) w Brnie reprezentowane przez Josefa Skutila. Przy szeroko i pioniersko pojętych pracach (badacze realizowali pierwsze kompleksowe badania w historii czechosłowackiej archeologii) zostały odsłonięte rozległe powierzchnie wewnątrz obwałowań, zostały zbadane zewnętrzne i wewnętrzne fortyfikacje łącznie z bramą wjazdową do podgrodzia. Wielki nacisk został położony na dokładną dokumentację terenową, jak również na współpracę z innymi specjalistami, przede wszystkim reprezentantami nauk przyrodniczych (np. badania materiału kostnego i roślinnego, kopalnych gleb, analiza szklanych przedmiotów i grafitowej ceramiki, wykonanie zdjęć lotniczych – po raz pierwszy wykonane na ziemiach czeskich). Badania zostały przerwane w wyniku burzliwych wydarzeń roku 1938 – układ monachijski i rozbiór Czechosłowacji, a później drugą wojnę światową. Dopiero w latach 60. i 70. XX w. badania na terenie oppidum prowadził Jiří Meduna, a w latach 80. Miloš Čižmář, który nawiązał do wcześniejszych odkryć.

## Opis oppidum
W wyniku przeprowadzonych prac na zachodnim podgrodziu odsłonięto obszar o powierzchni ponad 1 ha (z całego oppidum wraz z obwałowaniami o powierzchni 37,5 ha w różnych miejscach odsłonięto w sumie 2 ha). Pozwoliło to na dostateczne poznanie formy zabudowy, sposobów komunikacji, charakteru systemu obronnego, a w końcu chronologii rozwoju oppidum.
Obwałowania, o długości 2770 m, obejmują obszar o powierzchni 37,5 ha, która była wewnętrznymi wałami podzielona na trzy części: rozległe zachodnie podgrodzie o powierzchni 13,5 ha, część centralną (tzw. akropol) o powierzchni 23,5 ha oraz mniejsze wschodnie podgrodzie o powierzchni 0,5 ha. Poza tym na zachód od oppidum odkryto ślady osadnictwa identyczne z tymi wewnątrz obwałowań. Wstęp do oppidum umożliwiały dwie bramy, jedna od wschodu i druga od południowego zachodu. Możliwość dostępu od zachodu lub północnego zachodu nie jest całkiem jasna. Kolejna brama łączyła zachodnie podgrodzie z częścią centralną.

### Zabudowania
Wnętrze oppidum zabudowane było jednakowymi, dużymi budynkami o rozmiarach 50 × 50 m, które były otoczone płotami czy przepierzeniami i oddzielone drogami, z których niektóre były brukowane czy utwardzone. Sposób zabudowy świadczy o planowej parcelacji wnętrza oppidum. Identyczna zabudowa znajdowała się
na zewnątrz zachodniego podgrodzia. Budynki były samodzielnymi jednostkami gospodarczymi, a zajmowały je
poszczególne rodziny lub rody. Wewnątrz ogrodzeń poza wielkimi budynkami posadzonymi na poziomie gruntu, znajdowały się też zagłębione w ziemi mniejsze chaty, służące jako warsztaty (odnaleziono kowalskie, odlewnicze, mincownie, wyrobu korali z bursztynu, kości i szkła itd.). Odkryto też wiele palenisk, a także piece garncarskie, a ponadto pewną ilość cystern na wodę deszczową.

### Fortyfikacje
Fortyfikacje oppidum były potężne, a do tej pory są dobrze widoczne w terenie – w niektórych miejscach różnice wysokości między dnem fosy a koroną wału wynosi 6 m. W trakcie badań rozpoznano dwie główne fazy budowy fortyfikacji – w pierwszej nad fosą z odsadzką był wybudowany kamienny mur wzmocnione
pionowymi słupami. Za murem znajdowała się konstrukcja z drewnianych bali. Przestrzeń między murem a tylnym murem miała 4 m szerokości i wypełniona była gliną i żwirem, a do tylnej ściany przylegała rampa. Po pewnym czasie te umocnienia zostały zrównane z ziemią i wybudowane na nowo, szersze i przesunięte o kilka metrów na zewnątrz. Całkowita długość fortyfikacji była większa niż 2 km i świadczy nie tylko o umiejętnościach ich budowniczych, ale i o dobrej organizacji – przy budowie przemieszczono ogromne masy ziemi, na miejsce musiano dostarczyć kamień, glinę, żwir i pnie drzew (zarówno do budowy fortyfikacji, jak i domostw i warsztatów). To wszystko wymagało rzeszy pracowników i dobrej organizacji, w tym zapewnienia wszystkim wyżywienia.

### Znaleziska
Podczas tych wszystkich wykopalisk znaleziono duże ilości różnych przedmiotów, które mówią nam o życiu mieszkańców i ich rozmaitych zajęciach. Przede wszystkim znaleziono duże ilości różnej ceramiki, żelazne instrumenty i wyroby rozmaitego typu, brązową i żelazną biżuterię, fragmenty szklanych pereł i bransolet, drobne figurki zwierząt, złote monety i gliniane formy do odlewu złotych monet, mnóstwo bursztynu (surowego, półproduktów, odpadów, skrawków i wyrobów finalnych). Znaleziska bursztynu wiążą oppidum Staré Hradisko z Morzem Bałtyckim, natomiast fragmenty brązowych i szklanych przedmiotów oraz rzymska moneta z czasów republiki z basenem Morza Śródziemnego.
Charakter znalezisk oraz zabudowy świadczy o rzemieślniczych i handlowych funkcjach oppidum, obok siedziby władzy i kultu. Szczególnie z powodu zebrania ponad sześciuset żelaznych i brązowych fibul można dokładnie datować czas wybudowania i zasiedlenia oppidum, który jest podobny do innych czeskich oppidów. Początek zasiedlenia datuje się na połowę II w. p.n.e., a koniec krótko po połowie I w. p.n.e., czyli było ono zamieszkane przez nieco ponad sto lat.
Pomimo gorszej lokalizacji dla rolnictwa niż w przyległym regionie Haná, dzięki znaleziskom narzędzi rolniczych stwierdzono zaangażowanie mieszkańców w produkcję żywności.

## Ochrona
Oppidum Staré Hradisko jest chronione jako Narodowy zabytek kultury Republiki Czeskiej (cz. Kulturní památka České republiky). Teren jest ogólnie dostępny i przebiega nim ścieżka dydaktyczna z tablicami informacyjnymi.

## Literatura
- Miloš Čižmář: Oppidum Staré Hradisko, Olomouc 2002
- Jana Čižmářová: Encyklopedie Keltů na Moravě a ve Slezsku, Praha 2004, ISBN 80-7277-249-X